# Maria Sophia van Palts-Neuburg
Maria Sophia Elisabeth (Slot Benrath, 6 augustus 1666 – Lissabon, 4 augustus 1699) was paltsgravin van Neuburg en koningin van Portugal. Ze was een dochter van keurvorst Filips Willem van de Palts en Elisabeth Amalia van Hessen-Darmstadt.
Op 30 augustus 1687 werd zij te Lissabon de tweede vrouw van koning Peter II van Portugal (1648 – 1706). Uit dit huwelijk sproten de volgende kinderen:
- Johan Frans (Lissabon 30 augustus 1688 – aldaar 17 september 1688)
- Johan Frans (1689 – 1750), koning van Portugal 1706-1750
- Frans Xavier (Lissabon 25 mei 1691 – 21 juli 1742), hertog van Beja
- Anton Frans (Lissabon 15 maart 1695 – aldaar 19 oktober 1757)
- Theresia Maria (Lissabon 24 februari 1696 – aldaar 16 februari 1704)
- Emanuel Jozef (Lissabon 3 augustus 1697 – 3 augustus 1766)
- Francisca Jozefa (Lissabon 3 januari 1699 – aldaar 15 juni 1756)